# Бородянский, Владимир Владимирович
Влади́мир Владими́рович Бородя́нский (укр. Володимир Володимирович Бородянський; род. 15 января 1974, Новый Роздол, Львовская область, УССР, СССР) — украинский медиа-менеджер, политический и общественный деятель, министр культуры, молодежи и спорта Украины (2019—2020), председатель правления СТБ (2004—2018), директор StarLightMedia (2012—2018), председатель совета по вопросам развития Национального культурно-художественного и музейного комплекса «Мистецький арсенал».

## Биография
Родился 15 января 1974 года в городе Новый Роздол (Львовская область). Отец — Владимир Ефимович Бородянский, работал заместителем генерального директора Новороздольского ПО «Сера».
Владимир Бородянский закончил Новороздольскую СШ № 2.

### Образование
В 1991 году, после окончания школы, учился на экономическом факультете Львовского сельскохозяйственного института в Дублянах, Львовская область. Затем перевёлся в Киевский национальный экономический университет на финансово-экономический факультет по специальности «Финансы и кредит». В 1997 году окончил Киевский национальный экономический университет.

### Карьера медиа-менеджера
С 1998 года работал коммерческим директором газеты «Московский комсомолец» в Киеве.
В 2000 году Бородянский был назначен руководителем отдела по управлению медиа-активами «Альфа-банка», в частности отвечал за реализацию бизнес-проектов: «Новый канал», «Наше радио», «Московский комсомолец в Киеве».
В 2004 году был избран председателем правления телеканала СТБ.
С 2012 до конца 2018 года — руководитель медиагруппы StarLightMedia.
29 июля 2019 года Президент Зеленский назначил Владимира Бородянского внештатным советником по гуманитарным вопросам.
С 29 августа 2019 по 4 марта 2020 года — министр культуры, молодежи и спорта Украины.
В 2021 году Владимир Бородянский стал членом совета директоров «Медиа Группы Украина». В его обязанности входит разработка изменений, которые увеличат долю художественного и нехудожественного развлекательного контента и обеспечат его экономическую эффективность.

## Руководитель СТБ
Под руководством Бородянского СТБ укрепил свои позиции на телевидении. СТБ изменил вектор с информационного телеканала на познавательно-развлекательный.
В 2005 году телеканал получил звание «Прорыв года» как «телеканал с самым динамичным развитием» на Украине по результатам Всеукраинского конкурса средств массовой информации «Золотое перо».
В 2006 году наградой «Золотое перо» был награжден коллектив программы «Окна-Новости» (укр. «Вікна-Новини»), а в 2007 году программа получила титул «Фаворит телепрессы». В 2008 году этот титул отошел к программе «За Окнами» (укр. «За Вікнами»), а в 2009 году — «У Украины есть талант» (укр. «Україна має талант»).
В 2007, 2009, 2010 и 2011 годах «Окна-Новости» стали победителями премии «Телетриумф» как лучшая новостная программа на украинском телевидении.
В 2008 году СТБ впервые стал лидером среди украинских телеканалов с коммерчески привлекательной аудитории 14-49 по данным GfK.
Во время работы на телевидении Владимир Бородянский популяризировал развлекательные и социальные телевизионные проекты на украинском ТВ. Среди них «Танцуют все» (укр. «Танцюють всі»), «У Украины есть талант» (укр. «Україна має талант»), «Х-фактор» (укр. «Х‑фактор»), «Взвешенные и счастливые» (укр. «Зважені та щасливі»), «Я стесняюсь своего тела» (укр. «Я соромлюсь свого тіла»), «Холостяк» (укр. «Холостяк»), «МастерШеф» (укр. «МастерШеф»), и другие.
По инициативе Бородянского СТБ брал на себя все расходы по организации, проведение и трансляцию прямых эфиров национального отбора на Евровидение.
Будучи генеральным директором СТБ, Владимир Бородянский выступил с идеей создания современной адаптации повести Нечуй-Левицкого «Семья Кайдаша» (укр. «Кайдашева сім’я»), которая превратилась в сериал «Поймать Кайдаша».

## Руководитель медиагруппы StarLightMedia
В 2012—2018 годах Бородянский был руководителем медиагруппы StarLightMedia. С 2012 года под его руководством находились общенациональные каналы медиагруппы: ICTV, СТБ, Новый канал, Оце ТВ, М1, М2.
В 2013 году Бородянский предложил интернет-ресурсам инициативу «Чистое небо» — легально размещать видеоконтент, созданный медиагруппой, в специальном плеере.
С 2014 года StarLightMedia под руководством Бородянского наращивали собственное сериальное производство. Среди более 50 успешных реализованных проектов: скетчком «Леся + Рома» (укр. «Леся + Рома»), «Казаки. Абсолютно лживая история» (укр. «Козаки. Абсолютно брехлива історія»), «Варьяты» (укр. «Вар'яти»), «Кто сверху?» (укр. «Хто зверху?»), «Ревизор» (укр. «Ревізор»), «От пацанки до панянки» (укр. «Від пацанки до панянки»), «Аферисты в сетях» (укр. «Аферисти в сітях») и др. В целом продукты компании в традиционном эфире и на специализированных площадках смотрят до 98 % населения Украины.
В 2015 году в структуре медиагруппы появилось новое подразделение StarLight Entertainment, которое занимается театральными представлениями, концертами, праздниками и другими развлекательными событиями.
В 2016 году StarLightMedia побила рекорд телепросмотров. Их доля составила 30 %, что стало самым высоким показателем за последние три года. Лидерами среди телеканалов стали СТБ с программами «Х-Фактор-7», «МастерШеф-6», «Взвешенные и счастливые-6», ICTV с проектом «Дизель-шоу» (укр. «Дизель-шоу») и Новый канал с программами «Супермодель по-украински» (укр. «Супермодель по-українськи»), «Кто сверху?» и «Ревизор».
В 2018 году Владимир Бородянский представил проект «Трансформации» оптимизации управленческих процессов в медиахолдинге. Проект имел целью усовершенствовать внутренний менеджмент и за 5 лет сделать медиагруппу StarLightMedia прибыльной.

### #КіноКраїна
В 2015 году Бородянский объединил крупнейшие украинские теле- и кинохолдинги в инициативную группу #КіноКраїна (рос. КиноСтрана), чтобы создать прибыльную и конкурентоспособную отрасль производства сериалов и зрительского кино на территории Украині. Группе удалось пролоббировать принятие Закона «О государственной поддержке кинематографии», который вступил в силу в 2017 году.

## На посту министра культуры, молодёжи и спорта Украины
2 сентября 2019 года В. Бородянский был назначен министром культуры молодёжи и спорта.
Находясь на посту, Бородянский заявлял о необходимости снимать сериалы на украинском языке, анонсировал основания фонда для развития информационного пространства, создание программы «мобильности» школьников, которая предусматривает путешествие учеников по Украине за счёт государственного бюджета и создание электронной библиотеки.
При Бородянском были учреждены онлайн-курсы украинского и крымскотатарского языков для крымских татар (детей и взрослых), открыта отдельная программа для крымскотатарских проектов и инициатив в Украинском культурном фонде.
В марте 2020 для увеличения спортивных мероприятий, министерство Бородянского снизило почти вдвое цену на проведение спортивных событий в киевском Дворце спорта.

## Награды
- 2010 — «Телетриумф» в номинации «Специальный приз премии Телетриумф»[25].
- 2011 — «Телетриумф» в номинации «Специальный приз премии Телетриумф»[26].